# Kaiten

Schéma Kaiten 1

Schéma Kaiten 2

Kaiten (japonsky: 回天) bylo řízené sebevražedné torpédo. Kaiten typu 1 konstrukčně vycházel z torpéda typu 93 (Dlouhé kopí). Už od začátku byl vyvíjen jako sebevražebná zbraň. První návrhy se objevily již v roce 1942, kdy mladí důstojníci Hiroši Kuroki a Sekio Nišima předložili návrh řízené zbraně, která by se vypouštěla z ponorky. Na začátku roku 1943 byly plány zbraně předloženy Gunreibu, ale ten ho odmítl. Během roku se názor změnil a v únoru 1944 byl Kaiten 1 zařazen do výzbroje námořnictva. Pro přísné utajení dostal několik krycích jmen, např. Maru-roku kanamono (〇六金物 ~ kovová příruba nula šest) nebo Kjúkoku heiki (救国兵器 ~ Spásná zbraň národa). Vyrábět se začal v loděnicích v Kure, později i v Jokosuce a v Hikari. Pro přepravu Kaitenů se používala loď nebo ponorka.
Piloti Kaitenů byli dobrovolníci, kteří byli vybíráni převážně z řad pilotů námořnictva. Vybíráni byli pouze fyzicky a psychicky zdatní jedinci. Ti, kteří měli manželky a děti, byli automaticky vyřazeni. Odmítnutí uchazeči se často hlásili k letectvu jako piloti Kamikaze. Kabina byla velice malá a nacházela se ve střední části torpéda. Vstupovalo se do ní úzkým průlezem. Na přístrojové desce bylo jen několik základních přístrojů: gyrokompas, palubní hodiny, hloubkoměr, ukazatel stavu pohonných hmot a manometr tlaku kyslíku. Nad řidičem se nacházela periskopová věžička. Pomocí pák mohl ovládat směrová i horizontální kormidla. Za sebou měl vyvažovací nádrže, nádrže pro pohonné hmoty a motor. Před sebou nádrž se stlačeným vzduchem pro pohonnou směs. Na přídi se nacházela výbušná nálož s kontaktním zapalovačem.
Během výroby Kaitenů docházelo k různým úpravám. Celkem byly vyprojektovány a postaveny čtyři typy, ale bojového nasazení se dočkal pouze Kaiten 1.
| Typ             | Typ 1                  | Typ 2                     | Typ 3              | Typ 4                  |
| --------------- | ---------------------- | ------------------------- | ------------------ | ---------------------- |
| Délka           | 14,7 m                 | 16,8 m                    | 16,5 m             | 16,5 m                 |
| Šířka           | 1 m                    | 1,35 m                    | 1,67 m             | 1,32 m                 |
| Výtlak          | 8,3 t                  | 18,6 t                    | 18,6 t             | 18,5 t                 |
| Dosah           | 78 mil/12 uzlů         | 83 mil/20 uzlů            | 62 mil/20 uzlů     | 62 mil/20 uzlů         |
| Posádka max.    | 1                      | 2                         | 2                  | 2                      |
| Palivo          | benzin a tekutý kyslík | peroxid vodíku a hydrazín | vylepšené z typu 2 | benzin a tekutý kyslík |
| Pohon (motor)   | 2× torpédo T93         | 1× torpédo T6             | vylepšen z typu 2  | 1× torpédo T6          |
| Max. rychlost   | 30 uzlů                | 40 uzlů                   | 40 uzlů            | 40 uzlů                |
| Výkon           | 550 bhp                | 1 500 bhp                 | 1 800 bhp          | 1 500 bhp              |
| Hmotnost nálože | 1 500 kg TNT           | 1 500 kg TNT              | 1 500 kg TNT       | 1 800 kg TNT           |
| Počet           | asi 300                | méně než 10               | 1 prototyp         | méně než 100           |